# Gare de Nançois – Tronville
Gare de Nançois - Tronville – stacja kolejowa w Tronville-en-Barrois, w departamencie Moza, w regionie Grand Est, we Francji.
Została otwarta w 1851 przez Compagnie du chemin de fer de Paris à Strasbourg, a następnie stała się częścią Compagnie des chemins de fer de l’Est w 1854. Obecnie jest stacją Société nationale des chemins de fer français (SNCF), obsługiwaną przez pociągi TER Lorraine.

## Położenie
Znajduje się na wysokości 226 m n.p.m., na 264,967 km linii Paryż – Strasburg, pomiędzy dworcami Bar-le-Duc i Commercy.

## Linie kolejowe
- Paryż – Strasburg
- Nançois - Tronville – Neufchâteau